# Nemlig.com
nemlig.com er et dansk online-supermarked, der leverer varer direkte til kunderne. Supermarkedet har ingen fysiske butikker. Det sælger dagligvarer, men der er også ind imellem spot-partier af andre varetyper såsom bøger og legetøj. 
Varerne bringes ud i hovedstadsområdet, udvalgte byer på Sjælland, omkring Odense samt i og omkring Aarhus, Skanderborg, Horsens og Randers og udvalgte byer i Sønderjylland.

## Historie
Aktieselskabet Nemlig.com A/S blev stiftet i 2010 og ejes af Intervare A/S i Brøndby. I regnskabsåret 2017/18 havde nemlig.com i gennemsnit 156 medarbejdere og et negativt resultat på -58,7 mio. danske kroner.

## Priser
- E-handelsprisen

- - 2011: Årets E-handelspris
  - 2011: Start-up
  - 2018: Guldprisen
  - 2018: Bedste B2C e-handelsvirksomhed +50 millioner kr
  - 2019 Bedste B2C-virksomhed med online omsætning over 50 mio. kr.[2]
  - 2022 Bedste B2C med omsætning over 100 millioner kr.[3]